# Mindaugas Pukštas
Mindaugas Pukštas (* 3. August 1978 in Domeikava, Rajongemeinde Kaunas) ist ein litauischer Langstreckenläufer.

## Leben
Nationale Titel errang er einmal über 5000 m (2000), dreimal über 10.000 m (2000, 2001, 2005), viermal im 3000-m-Hindernislauf (1999, 2001, 2002, 2005), viermal im Crosslauf (1999–2002) und einmal im Berglauf (2006). In der Halle wurde er 2001 litauischer Meister über 1500 m, 2000, 2001 und 2002 über 3000 m sowie 1999, 2000 und 2001 über 2000 m Hindernis.
2002 wurde er bei den Leichtathletik-Halleneuropameisterschaften in Wien Achter über 3000 m. 2004 qualifizierte er sich mit einem dritten Platz beim Austin-Marathon für den Marathon der Olympischen Spiele in Athen, bei dem er eine Magenverstimmung erlitt und auf den 74. Platz kam.
2005 wurde er Elfter beim Great Manchester Run und jeweils Dritter beim Edinburgh-Marathon und beim Baltimore-Marathon. 2006 wurde er Neunter beim Halbmarathonbewerb des Houston-Marathons und siegte in Austin und beim Istanbul-Marathon. Im Jahr darauf erlitt er beim Versuch der Titelverteidigung in Istanbul einen extremen Einbruch und lief auf Platz 68 ein.
2009 wurde er als Tempomacher beim Houston-Marathon verpflichtet und erreichte das Ziel als Neunter.
Mindaugas Pukštas ist mit Živilė Pukštienė (geb. Žebarauskaitė) verheiratet, einer mehrfachen litauische Meisterin im Dreisprung. Das Paar zog in die Vereinigten Staaten, wo es zunächst an der Southern Methodist University, später an der Oklahoma State University – Stillwater studierte. Erwerbstätig ist er (Stand: Oktober 2024) als Audit Manager am Oklahoma A&M Board of Regents.

## Persönliche Bestzeiten
- 3000 m (Halle): 7:59,06 min, 25. Januar 2003, Ames
- 5000 m: 13:45,54 min, 17. April 2003, Walnut
  - Halle: 13:45,10 min, 15, Februar 2003, Fayetteville (litauischer Rekord)
- 10.000 m: 28:35,64 min, 28. März 2003, Palo Alto
- 10-km-Straßenlauf: 29:28 min, 22. Mai 2005, Manchester (litauischer Rekord)
- Halbmarathon: 1:04:11 h, 15. Januar 2006, Houston (litauischer Rekord)
- Marathon: 2:12:52 h, 5. November 2006, Istanbul